# Dixa lobata
Dixa lobata är en tvåvingeart som beskrevs av Garrett 1924. Dixa lobata ingår i släktet Dixa och familjen u-myggor.
Artens utbredningsområde är British Columbia. Inga underarter finns listade i Catalogue of Life.